# Cecabank
Cecabank es un banco mayorista español constituido el 17 de octubre de 2012 como consecuencia de la operación de segregación por parte de la Confederación Española de Cajas de Ahorros (CECA) de la totalidad de su patrimonio, a excepción de determinados activos y pasivos vinculados a su obra social, a un banco de nueva creación, Cecabank, S.A., el cual se subrogó en la totalidad de los derechos y obligaciones que mantenía la CECA hasta ese momento. Los accionistas del banco son CECA (actualmente convertida en asociación bancaria), que posee un 89 % del capital social de Cecabank, y diferentes entidades financieras, a quienes les corresponde el 11 % restante.
Su actividad se centra en cuatro líneas de negocio: Securities Services, Tesorería, Pagos y Soluciones Digitales.

## Estructura societaria
| Accionista                            | % capital |
| ------------------------------------- | --------- |
| CECA                                  | 89,08 %   |
| Caixabank, S.A.                       | 5,26 %    |
| Unicaja Banco, S.A.                   | 1,95 %    |
| Kutxabank, S.A.                       | 1,20 %    |
| Ibercaja Banco, S.A.                  | 0,68 %    |
| Abanca Corporación, S.A.              | 0,63 %    |
| Banco Bilbao Vizcaya Argentaria, S.A. | 0,57 %    |
| Banco Sabadell, S.A.                  | 0,51 %    |
| C.A. y M.P. Ontinyent                 | 0,05 %    |
| Caixa d'Estalvis de Pollença          | 0,05 %    |